# EOS System
EOS System – medyczny system diagnostyki obrazowej, którego celem jest dostarczanie przedniego oraz bocznego obrazu radiologicznego w pozycji stojącej lub siedzącej, przy jednoczesnym ograniczeniu dawki promieniowania rentgenowskiego dla pacjenta.
Jest ukierunkowany na diagnostykę schorzeń układu kostno-szkieletowego, w szczególności skoliozy (w tym wczesnodziecięcej), wad postaw, chorób zwyrodnieniowych stawów biodrowych i kolanowych, zespołów bólowych kręgosłupa oraz zwyrodnień kręgosłupa.
Jest to jedyny system umożliwiający jednoczesne wykonanie dwóch prostopadłych obrazów całego szkieletu pacjenta w pozycji siedzącej lub stojącej za pomocą skanów rentgenowskich 2D oraz modeli szkieletowych 3D.

## Filozofia obrazowania EOS opiera się na trzech głównych założeniach
- zmniejszenie dawki promieniowania rentgenowskiego do minimum,
- możliwość operowania parametrami klinicznymi,
- optymalizacji przebiegu opieki nad pacjentem.

## Historia
Technologia obrazowania EOS opiera się na naukowym odkryciu Georges’a Charpaka, który w 1992 roku otrzymał Nagrodę Nobla w fizyce za rozwój detektorów cząstek ksenowowych.
W 2004 roku szpitale w Paryżu oraz Brukseli zakończyły testy kliniczne prototypu EOS. W latach 2007–2011 firma uzyskała oznakowanie CE w Europie i dopuszczenie FDA do sprzedaży systemu EOS w Stanach Zjednoczonych.
Pierwsze instalacje systemu EOS miały miejsce w europejskich i północnoamerykańskich szpitalach, klinikach w latach 2008–2010. W ciągu 2011 roku system EOS został zintegrowany z procedurami klinicznymi centrów medycznych w 10 krajach m.in. Stanach Zjednoczonych, Kanadzie, Australii.
W 2020 roku blisko 300 sztuk Systemu EOS jest zainstalowanych na wszystkich kontynentach.

## Działanie Systemu EOS
Daje możliwość wykonania dwóch skanów jednocześnie w płaszczyźnie przedniej i bocznej w pozycji stojącej lub siedzącej, wynikiem tego są długoodcinkowe zdjęcia kośćca pacjenta w skali 1:1 przy neutralnym obciążeniu. Skan może obejmować fragment lub cały szkielet.
Oprogramowanie SterEOS umożliwia generowanie obrazów 3D kośćca pacjenta, ta funkcja pozwala na przygotowanie szczegółowego opisu parametrów klinicznych i automatycznym przygotowaniu raportów z danymi konkretnego pacjenta bazując na pomiarach 3D.
Badanie EOS odbywa się w pionowej kabinie skaningowej, w której pacjent może stać lub siedzieć. Dzięki pionowo przesuwającemu się ramieniu wspierającemu dwie cienkie wiązki promieni rentgenowskich ustawionych prostopadle do siebie, system EOS uzyskuje przednie i boczne obrazy pacjenta. Te dwupłaszczyznowe obrazy wykorzystuje się również przy stworzeniu modelu 3D szkieletu pacjenta.

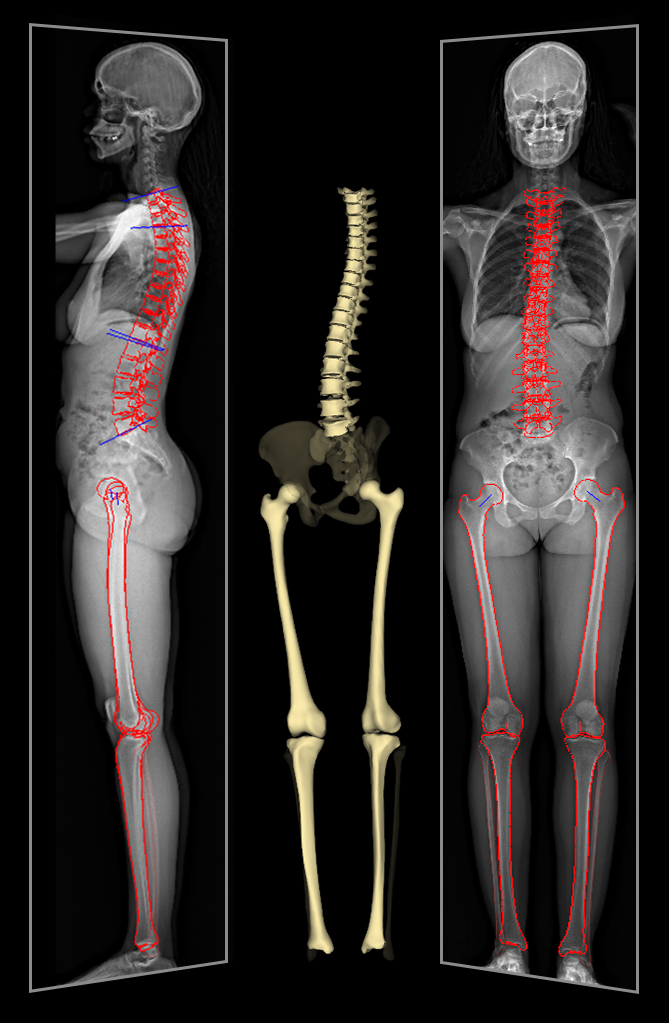

### System EOS w zasadzie ALARA
Zasada Alara (As Low As Reasonably Acievable – tak nisko, jak jest to realnie możliwe) to podstawowa zasada ochrony radiologicznej.
Obrazowanie EOS dostosowuje się do tej zasady, zapewniając krótszy czas badania i ilość promieniowania w porównaniu z konwencjonalnymi systemami obrazowania.
Ponadto system EOS posiada Micro Dose, która dodatkowo zmniejszyła ekspozycję na promieniowanie o 5,5 razy w porównaniu z typowym protokołem badania EOS z niską dawką, co daje prawie pomijalną dawkę promieniowania.

## EOS w Polsce i na świecie
Obecnie ponad 300 systemów EOS jest instalowanych w centrach medycznych w 51 różnych krajach m.in. Stanach Zjednoczonych, Kanadzie, Korei, Chinach, Indiach, Australii oraz na terenie Europy.
System EOS jest dostępny w siedmiu placówkach z listy Top 10 najlepszych szpitali na świecie:
- Mayo Clinic 2. Cleveland Clinic*[6]
- The Johns Hopkins Hospital (Baltimore)
- Charité (Berlin)
- Massachusetts General Hospital (Boston)
- Lausanne (Switzerland) University Hospital
- Sheba Medical Center (Tel Aviv, Israel)

Pierwszy system EOS w Polsce został zainstalowany w placówce diagnostyki obrazowej w Łodzi przy ul. Św.Teresy od Dzieciątka Jezus 92.